# Quint Cecili Metel Macedònic
Quint Cecili Metel Macedoni (en llatí Quintus Caecilius Q. F. L. N. Metellus) va ser un magistrat romà, fill de Quintus Caecilius L. F. L. N. Metellus. Formava part de la gens Cecília, una antiga família romana d'origen plebeu.
Se'n fa menció per primer cop l'any 168 aC quan servia a l'exèrcit de Luci Emili Paul·le a Macedònia durant la Tercera Guerra Macedònica, i va ser enviat a Roma per anunciar la derrota del rei Perseu.
L'any 148 aC va ser pretor i va rebre Macedònia com a província. Andriscos, que deia ser fill de Perseu, havia derrotat el pretor romà Publi Juvenci, però va ser immediatament derrotat i capturat per Metel. En acabar aquesta lluita va marxar contra la Lliga Aquea que havia insultat a un ambaixador que Metel havia enviat a Corint, i es va negar a escoltar les propostes de pau dels aqueus. L'any 146 aC va derrotar a l'estrateg aqueu Critolau prop de Scarpheia a Lòcrida, i després a un exèrcit arcadi prop de Queronea. No va poder acabar la guerra abans de l'arribada del cònsol Luci Mummi, que va ser qui es va emportar la glòria d'haver sotmès Grècia. Quan va tornar a Roma l'any 146 aC va celebrar un triomf per la seva victòria sobre Andriscos, i va rebre com a conseqüència el títol de Macedònic.
Malgrat aquestes victòries, va ser dues vegades candidat al consolat sense èxit fins que finalment va exercir aquesta magistratura l'any 143 aC amb Appi Claudi Pulcre i va rebre la província de la Hispània Citerior on el 142 aC va fer la Guerra de Numància contra els celtibers fins al 141 aC en què el va succeir Quint Pompeu Aule. En aquesta campanya va intentar sense èxit prendre Numància, però va subjugar totes les altres tribus dels arevacs. Es mencionen diverses anècdotes d'aquesta campanya: la severitat amb que mantenia la disciplina, la humanitat que va mostrar en una ocasió cap a l'enemic (una rara virtut en els generals romans) i la prudència i habilitat amb què va dur a terme la guerra, van ser particularment celebrades per Valeri Màxim i Frontí. Però finalment va intentar deixar l'exèrcit sense capacitat operativa per tal que el seu successor, al que envejava i odiava trobés dificultats per a aconseguir la glòria.
L'any 131 aC Metel va ser censor amb Quint Pompeu Aule, la primera vegada que els dos censors eren plebeus. Va proposar que tots els romans s'havien de casar per incrementar la població, llei que encara era vigent en temps d'August, i va ser llegida per aquest emperador al senat quan va presentar la seva llei de Maritandis Ordinibus. Alguns fragments d'aquella llei els menciona Aulus Gel·li. Durant la censura va estar a punt de morir a mans del tribú Gai Atini Labeó, que el va agafar i el va voler tirar de la roca Tarpeia en revenja per haver estat expulsat del senat, però se'n va lliurar per la intervenció d'un altre tribú. Labeó es va venjar dedicant les propietats de Metel als déus.
S'havia oposat políticament a Publi Corneli Escipió Africà el jove, però la seva oposició era neta, sense malvolença. Va ser un dels primers, a la seva mort, en reconèixer la seva grandesa. Membre dels optimats es va oposar a les mesures dels Gracs, i el discurs que va fer contra Tiberi Grac és mencionat per Ciceró, que elogia la seva eloqüència. Va dedicar dos temples, un a Júpiter i un a Juno, que van ser els primers de Roma en ser construïts de marbre, al front dels quals es va col·locar l'estàtua feta per Lisip, el cèlebre grup de cavallers que van caure a la batalla del Grànic encarregada per Alexandre el Gran i que Metel havia portat de Macedònia.
Metel va morir l'any 115 aC en el consolat del seu fill Marc Cecili Metel. Va deixar quatre fills (tres dels quals havien estat consols en vida del pare i un que ho va ser l'any següent) i dues filles. Els escriptors antics el citen amb freqüència com a mostra extraordinària de la felicitat humana. No només s'havia distingir pel seu noble naixement, la seva glòria militar i els alts càrrecs polítics que havia tingut, sinó per haver pogut veure que quatre fills arribaven als més alts honors de l'estat.